# John Johannessen
John Johannessen (1977. október 7.) feröeri újságíró és politikus, a Javnaðarflokkurin tagja. 2011-ben néhány hónapig egészségügy-miniszter, majd emellett belügyminiszter is volt Kaj Leo Johannesen első kormányában.

## Pályafutása
Jelenleg főállású politikus, de korábban újságíróként dolgozott.
2004-ben választották a Løgting tagjává, majd 2008-ban újraválasztották. 2011-ig pártja frakcióvezetője, a parlament harmadik alelnöke, a külügyi bizottság vezetője és az igazságügyi bizottság tagja volt.

## Magánélete
Szülei Hans Oluf Johannessen és Conny Thomsen, nevelőanyja Jóna Olsen. Feleségével, Ragnhild Estrid Olsennel és három gyermekükkel együtt Tórshavnban él.

## Fordítás
- Ez a szócikk részben vagy egészben a John Johannessen című norvég Wikipédia-szócikk ezen változatának fordításán alapul.  Az eredeti cikk szerkesztőit annak laptörténete sorolja fel. Ez a jelzés csupán a megfogalmazás eredetét és a szerzői jogokat jelzi, nem szolgál a cikkben szereplő információk forrásmegjelöléseként.